# Cane da terapia

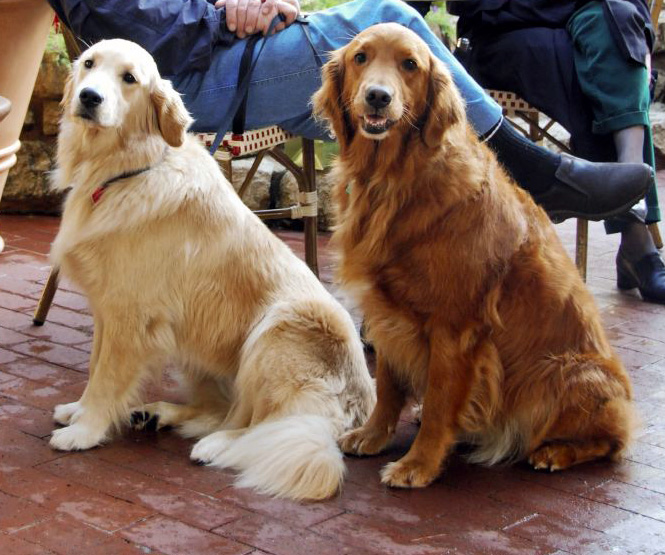
I Golden Retriever sono spesso usati come cani da terapia per la loro indole calma, la disposizione gentile e la loro cordialità verso gli estranei.

Un cane da terapia o cane terapeutico è un cane addestrato a fornire affetto, conforto e sostegno alle persone. Spesso è utilizzato in ambienti come ospedali, case di riposo, case di cura, scuole, biblioteche, ospizi o aree disastrate. A differenza dei cani da assistenza, che sono addestrati ad assistere pazienti specifici nelle loro esigenze fisiche giornaliere, i cani da terapia sono invece addestrati per interagire con tutti i tipi di persone.
I cani sono stati utilizzati come risorsa terapeutica da molti professionisti medici negli ultimi secoli. Alla fine del 1800, Florence Nightingale osservò che i piccoli animali domestici aiutavano a ridurre l’ansia di bambini e di adulti che si trovavano in istituti psichiatrici. Sigmund Freud iniziò a usare il suo cane da compagnia per migliorare la comunicazione con i suoi pazienti psichiatrici negli anni '30. Più recentemente, Elaine Smith ha fondato la prima organizzazione di cani da terapia nel 1976 dopo aver osservato gli effetti positivi dei cani sui pazienti ospedalieri durante il suo lavoro come infermiera professionale.

## Certificazione

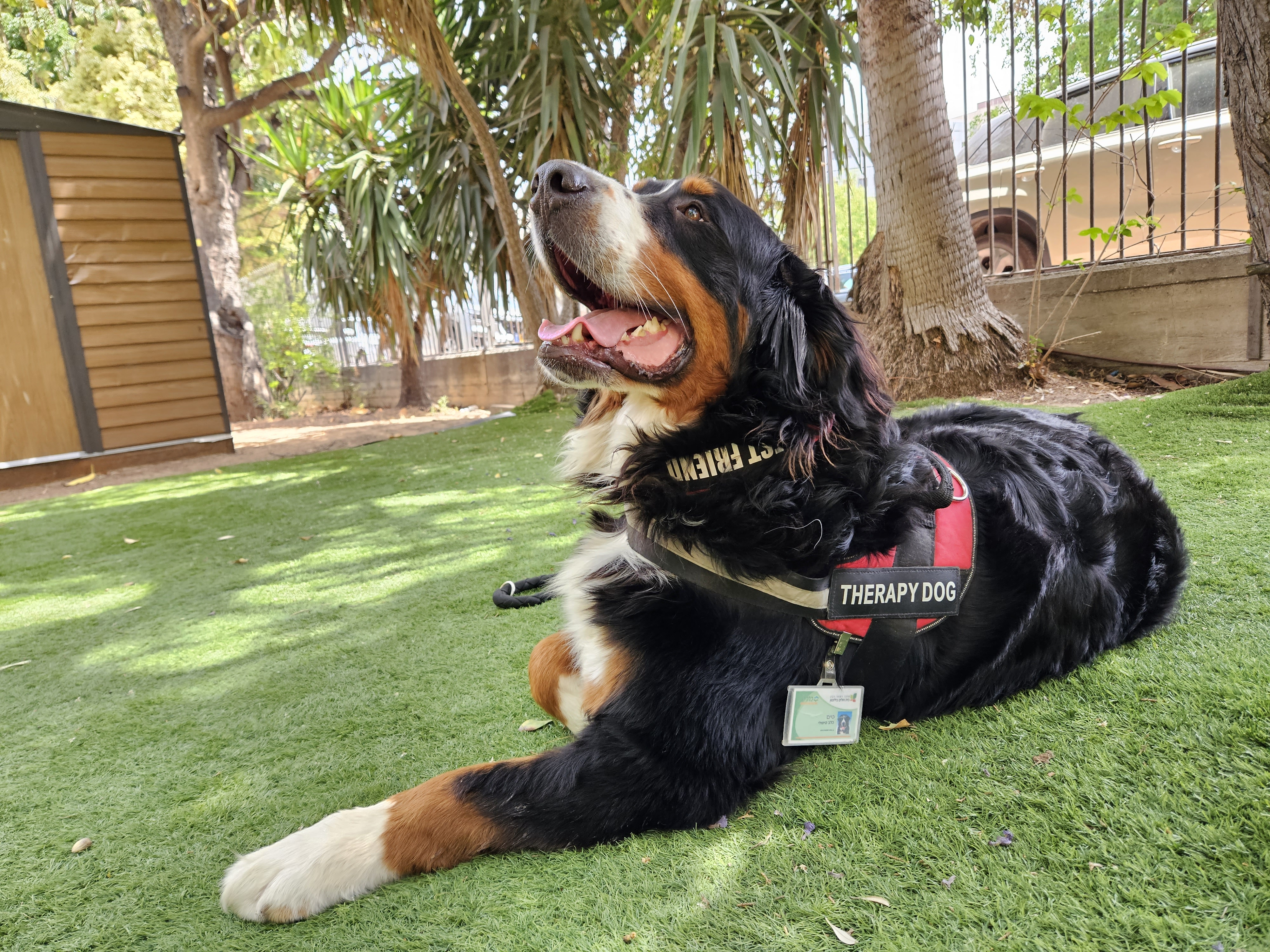
Tim, cane da terapia, in Israele

Affinché un cane sia un buon candidato per diventare un cane da terapia e ricevere la certificazione, dovrebbe essere calmo e socievole con gli estranei, essere in grado di adattarsi ai rumori forti e ai movimenti veloci. Ci sono alcuni passaggi necessari affinché un cane possa ottenere la certificazione da un'organizzazione nazionale come “The Alliance of Therapy Dogs“. Vengono testati comportamenti come il non saltare addosso alla gente e la capacità di camminare con il guinzaglio sciolto. I requisiti esatti di test/certificazione differiscono in base ai requisiti dell'organizzazione. Alcune organizzazioni offrono corsi che certificano che il cane ha una capacità rafforzata di concentrazione. Questo addestramento terapeutico aiuta a preparare il cane e il proprietario di esso alle visite terapeutiche.
Sebbene i cani da terapia non siano limitati a una certa taglia o razza, le razze comuni utilizzate nell'applicazione e nella ricerca sui cani da terapia includono il Golden Retriever e il Labrador Retriever. Questi cani amano incontrare nuove persone, compresi i bambini, e sono molto gentili.
I cani da terapia offrono molti vantaggi alle persone e ai pazienti. Per esempio, i cani da terapia possono aiutare i pazienti a partecipare alle attività fisiche e quindi a ritrovarsi con altre persone. Aiutano anche a incoraggiarli ad avere obiettivi cognitivi, sociali e di comunicazione.

## Storia
Brian Hare, direttore del Canine Cognition Center della Duke University, afferma che il legame uomo-cane risale a migliaia di anni fa. Hare afferma:
Franklin K. Lane, ministro degli Interni degli USA tra il 1913 e il 1920, propose di utilizzare cani con pazienti psichiatrici presso il St Elizabeth's Hospital di Washington DC nell'anno 1919.
Sigmund Freud credeva che i cani potessero percepire certi livelli di tensione avvertiti dai suoi pazienti. Freud usava il suo cane anche per migliorare la comunicazione con loro. All'inizio vedeva che i suoi pazienti si sentivano più a loro agio a parlare con il suo cane e questo, in seguito, aprì loro le porte per sentirsi più a loro agio a parlare con lui. Boris Levinson, uno psichiatra infantile americano, è stato uno dei primi a scrivere sulla terapia animale. Il dottor Levinson scoprì che la presenza del cane aiutava i suoi clienti pediatrici a focalizzarsi, a comunicare e a consentire l'inizio della terapia, e condivise queste informazioni con il mondo della medicina nel 1961. Circa 10 anni dopo, gli psichiatri Sam ed Elizabeth Corson dell'ospedale psichiatrico della Ohio State University utilizzarono le scoperte di Levinson per espandere questa forma di terapia agli adulti.
L'uso della terapia può essere attribuito anche a Elaine Smith, un'infermiera professionista. Durante la visita di un cappellano e del suo cane, Smith notò il conforto che questa visita sembrava portare ai pazienti. Nel 1976, Smith iniziò un programma per addestrare i cani e la domanda di cani da terapia continuò a crescere.

## Classificazione
I cani da terapia di solito non sono cani da assistenza o da servizio, ma possono essere uno o entrambi in certe organizzazioni.
Molte organizzazioni forniscono valutazione e registrazione per i cani da terapia. Test tipici sono in grado di garantire che un cane è capace di gestire rumori improvvisi, forti o strani; che può camminare senza timore e comodamente su superfici a lui sconosciute; che non è spaventato da persone con bastoni, sedie a rotelle o stili insoliti di camminare o muoversi e che può andare d'accordo con i bambini e gli anziani. Le istituzioni possono invitare, limitare o vietare l'accesso ai cani da terapia. Se consentito, tuttavia, molte istituzioni impongono requisiti per i cani da terapia. Therapy Dogs International (TDI) con sede negli Stati Uniti vieta l'uso di cani guida nel proprio programma di cani da terapia. I cani guida svolgono compiti per le persone con disabilità e hanno il diritto legale ad accompagnare i loro proprietari nella maggior parte dei posti.

### Tipi
I cani da terapia specialistici possono essere di vari tipi:
- Cani da visita terapeutica.[17] Il proprietario di questi cani domestici li porterà in ospedali, case di cura o strutture di riabilitazione per visitare i pazienti. I cani vengono utilizzati per migliorare la salute mentale dei pazienti attraverso la socializzazione e l'incoraggiamento.
- Cani da terapia assistita con animali (TAA):[17] i cani che rientrano in questa categoria hanno il dovere di fornire assistenza ai pazienti per raggiungere determinati obiettivi verso il loro recupero. Funzionano per aiutare i pazienti ad acquisire competenze come capacità motorie, uso degli arti e coordinazione occhio-mano. Lo fanno accompagnando i pazienti attraverso determinate attività e giochi per aiutarli a mettere in pratica queste abilità. Questi cani si trovano solitamente in strutture di riabilitazione.
- Cane da terapia ospedaliera:[17] questi cani di solito lavorano nelle case di cura insieme ai loro conduttori. Vivono nella struttura e aiutano i pazienti affetti dal morbo di Alzheimer e da altre malattie cognitive e mentali.
- Cane da terapia del dolore (noto anche come cane di supporto emotivo, cane da compagnia o cane da conforto):[18] aiuta le persone a superare il dolore, il che ha portato a un recente aumento dell'uso dei cani da terapia; sebbene la teoria della terapia assistita dagli animali esista fin dalla seconda guerra mondiale.[19] I cani da terapia del dolore possono essere trovati in luoghi come pompe funebri, ospedali, case di cura, scuole e ospizi,[19] e possono fornire supporto in situazioni come sessioni di consulenza o soccorsi in caso di calamità. Le razze popolari utilizzate come cani da terapia includono il cane da acqua portoghese, il bovaro bernese, il San Bernardo e il Golden Retriever . A differenza dei cani guida che assistono le persone disabili nei compiti fisici, i cani di conforto non sono addestrati in compiti qualificati, ma servono come compagni costanti con un acuto senso per qualcuno che si sente giù.[20] Possono fornire un modo alle persone in difficoltà di trovare rifugio.[21]

## Status giuridico

### Stati Uniti
Negli Stati Uniti, i cani da terapia sono definiti ma non coperti o protetti dal Federal Housing Act o dall'Americans with Disabilities Act. Secondo l'Americans with Disabilities Act, solo i cani che sono "addestrati individualmente a lavorare o svolgere compiti a beneficio di un individuo con disabilità" hanno protezione legale come animali di servizio. I cani da terapia non hanno diritti di accesso pubblico ad eccezione dei luoghi specifici che visitano e lavorano. In genere al cane verrebbero concessi diritti solo dalle singole strutture. I cani da terapia vengono sottoposti a numerosi test per garantire che siano idonei al lavoro.
Sebbene in alcuni Stati gli animali da terapia e animali da supporto emotivo siano riconosciuti come necessari a certe persone, essi non sono protetti dalle leggi federali. Pertanto, spesso, non gli è concesso l'ingresso in aziende, ristoranti e molti altri luoghi.

## I benefici
È stato segnalato che la terapia assistita con animali (TAA) migliora molte condizioni psicologiche come ansia, depressione, abilità sociali. Il cane.  l'umore del paziente.
Ulteriori benefici psicologici dei programmi per cani da terapia in contesti educativi includono comfort, compagnia e sono un diversivo verso pensieri o situazioni spiacevoli.
Numerosi studi dimostrano che gli animali possono offrire sollievo e serenità ad un’ampia fascia di età di persone vulnerabili con diversi problemi emotivi. Ross DeJohn Jr. delle DeJohn Funeral Homes in Ohio dice che Magic, un cane da acqua portoghese, "fa sorridere le persone anche quando loro non vogliono". (qtd. in Sinatra-Ayers). Amy Sather, assistente preside della Rincon Valley, porta il suo Golden Retriever a scuola per assistere nella terapia dei bambini. Sather dice: “Assisto a dei bambini i cui genitori stanno per divorziare e di questo fatto sono molto tristi, ma il cane li aiuta a processare le loro emozioni”.  (qtd. in Warren). Il preside Brad Cosorelli sostiene che gli studenti si rivolgeranno al cane in caso di pericolo invece che ad un consulente. Durante uno studio è stato scoperto che i bambini trovavano nei loro animali domestici (nella maggior parte dei casi gli animali erano cani) un conforto maggiore nel condividere segreti  rispetto agli adulti della famiglia. Gli animali possono dunque fornire un supporto emotivo non giudicante e, inoltre, illimitato. Questo vale sia per i bambini che per gli adulti. In un sondaggio condotto dall'American Animal Hospital Association, molti degli intervistati hanno specificato di essere emotivamente dipendenti dal proprio animale domestico. I terapisti credono di poter utilizzare l'attaccamento dei clienti agli animali per ragioni terapeutiche. La presenza di un cane in una sessione di terapia ha indicato miglioramenti nella prospettiva di un paziente, così come nella sua volontà di condividere informazioni un po’ più personali. Anche accarezzare un animale può mettere a proprio agio il paziente, mentre il terapista deve mantenere uno stato professionale e non è quindi in grado di fornire supporto fisico. Ciò crea un ponte unico per la comunicazione paziente-terapeuta (Urichuk).

### Benefici psicologici in ambito scolastico

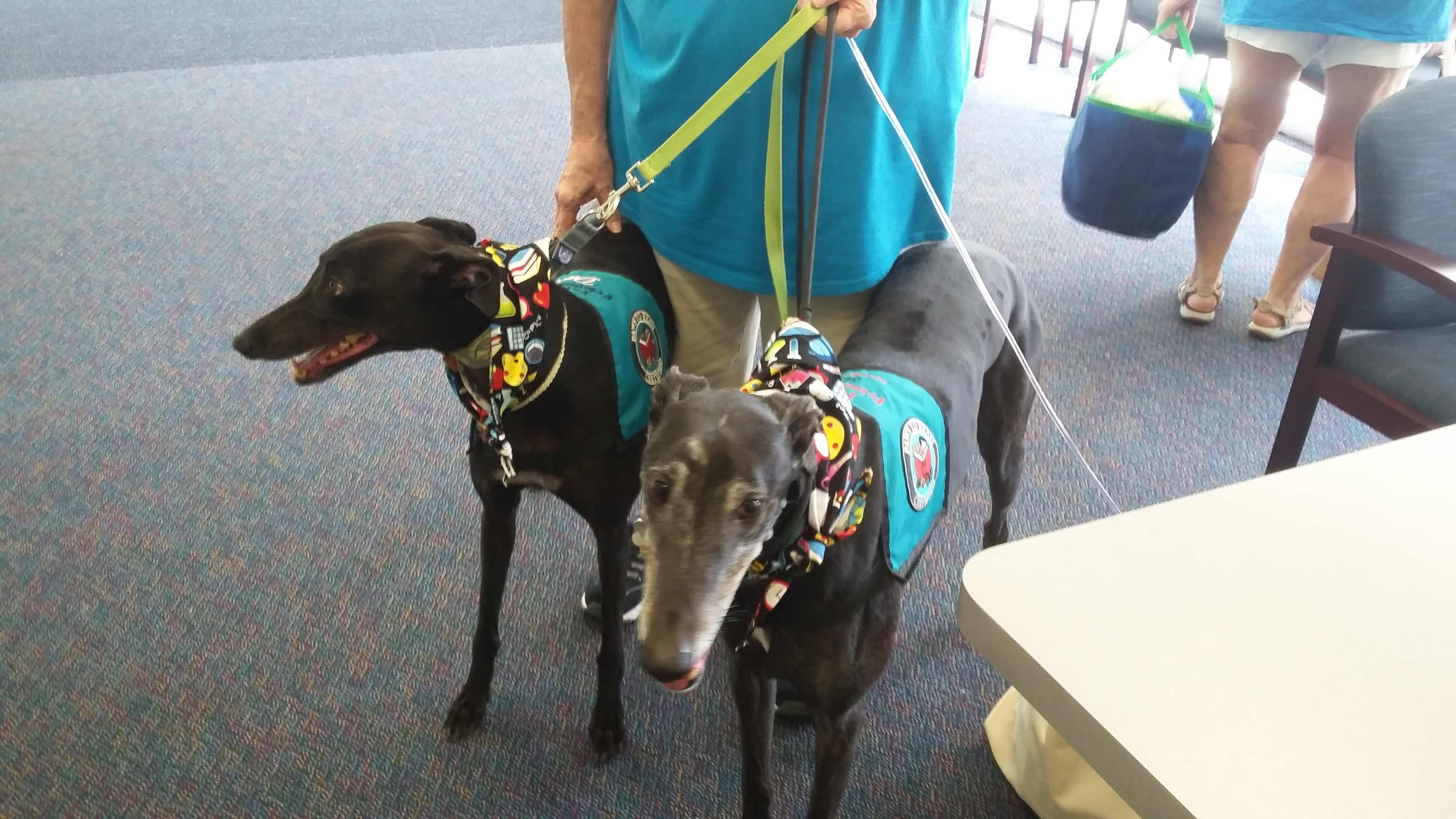
Dei levrieri come cani da terapia in una scuola elementare a North Port, in Florida

L'Università del Connecticut utilizza i cani da terapia nel loro programma Paws to Relax, disponibile durante la settimana delle finali per aiutare gli studenti ad affrontare la crescente ansia per le prove. La scuola li utilizza in altre situazioni stressanti, inclusi suicidi e incidenti automobilistici mortali. Dal 2011, la Yale Law School utilizza cani da terapia per aiutare gli studenti che soffrono di stress. Questi eventi del campus sono spesso indicati come "Therapy Fluffies".
Dall'autunno del 2010, "Therapy Fluffies" ha visitato i campus dell'UC Davis, dell'UC Santa Cruz e dell'UC Riverside durante la settimana prima degli esami intermedi e finali. Questi eventi offrono agli studenti e al personale l'opportunità di accarezzare e rilassarsi con dei cani certificati per la terapia. L'università collabora anche con l'Inland Empire Pet Partners, un servizio della Humane Society.

### Utilizzo dei cani da terapia in situazioni stressanti
I cani da terapia sono stati utilizzati per offrire conforto a docenti, personale e studenti in seguito ad alcune sparatorie, tra cui quella al Virginia Tech nel 2007 a Blacksburg, quando 32 persone furono uccise. Il 14 dicembre 2012, i cani da terapia sono stati portati alla scuola elementare Sandy Hook di Newtown, nel Connecticut, in seguito alla sparatoria e alla morte di 26 persone, fornendo conforto a bambini e genitori.
Il sistema giudiziario di King County, Washington, utilizza un cane di conforto con le vittime di crimini, in particolare i minori che sono traumatizzati.
In Uganda, il Comfort Dog Project associa i cani a coloro che sono traumatizzati dall’esperienza di guerra. I partecipanti imparano a prendersi cura e ad addestrare gli animali mentre i cani assistono con sicurezza e aiutano nel recupero dal disturbo da stress post traumatico (PTSD).

### Aspetto cognitivo
Programmi come il programma Reading Education Assistance Dogs (READ) promuovono l'alfabetizzazione e le capacità di comunicazione. La pratica utilizza cani da terapia per incoraggiare i bambini a leggere ad alta voce offrendo loro un ascoltatore non giudicante. È stato dimostrato che il rendimento scolastico e l'entusiasmo dei bambini per la lettura sono aumentati avendo con sé un cane terapeutico. Gli obiettivi del READ e di altri programmi del genere includono l’aumento della fluidità della lettura, l’aumento della motivazione alla lettura, l’incoraggiamento per i lettori riluttanti e il rendere la lettura divertente.
A livello internazionale, ci sono programmi che utilizzano cani da terapia in contesti educativi come Germania, Argentina, Finlandia (Lukukoira Sylvi di Kuopio, Finlandia è stato il primo animale nominato Cittadino dell'anno), e Croazia, per esempio.
Dei ricercatori, in un articolo pubblicato dall'American Journal of Alzheimer's Disease &amp; Other Dementias,hanno identificato ulteriori benefici cognitivi dei cani da terapia, che includono un aumento della stimolazione mentale e un aiuto nel richiamo dei ricordi e nella sequenza degli eventi.

### Punto di vista fisico
L’interazione con i cani da terapia migliora la salute cardiovascolare e, di conseguenza, i pazienti potrebbero aver bisogno di meno farmaci. La visita personale degli animali domestici e gli interventi assistiti dagli animali possono alleviare il dolore, apportare benefici alla pressione sanguigna, allo stress, alla depressione e all'ansia dei pazienti, oltre che ad aumentare la sociabilità. Inoltre, accarezzare gli animali favorisce il rilascio di ormoni che possono migliorare l’umore, in particolare serotonina, prolattina e ossitocina. I pazienti sottoposti a terapia occupazionale hanno migliorato le loro capacità motorie accarezzando e coccolando i cani da terapia. Gli studi hanno rilevato una diminuzione dei livelli di cortisolo nei bambini con disturbi dello spettro autistico e nei pazienti ospedalieri con insufficienza cardiaca, dopo il contatto fisico con un cane.

### Aspetto sociale
I cani da terapia promuovono una maggiore autostima negli studenti e incoraggiano interazioni positive con colleghi e insegnanti. Inoltre, i bambini con autismo hanno dimostrato maggiori capacità verbali e di interazione sociale durante le sessioni di terapia in cui erano presenti gli animali rispetto alle sessioni di terapia tradizionale senza la presenza di questi ultimi.

## Concerni[nonchiaro]
Ci sono alcune preoccupazioni riguardo all’uso dei cani da terapia con bambini e adulti in varie strutture pubbliche. Alcuni includono igiene, allergie, aspettative interculturali, sicurezza dei partecipanti, benessere degli animali e mancanza di formazione coerente o processo di certificazione e responsabilità. Gli AAI (interventi assistiti da animali) e le AAA (attività assistite da animali) sono facilitati da team uomo/cane con un vasto addestramento di cani da terapia. Seguono le linee guida per la pulizia (fare il bagno e spazzolare i cani prima delle sessioni, mantenere aggiornate le vaccinazioni, tagliare le unghie) per evitare la maggior parte dei problemi di igiene. In tutti questi luoghi, gli utenti, gli studenti o i pazienti sono spesso tenuti ad assumersi la responsabilità delle loro interazioni con i cani sotto forma di liberatoria di responsabilità o modulo di autorizzazione dei genitori. Considerazioni anticipate sulle responsabilità degli assistenti e dell'istituzione o organizzazione includono controlli assicurativi e dei precedenti per affrontare la responsabilità. Poiché l'interazione con i cani da terapia è un'attività facoltativa, coloro che soffrono di allergie, quelli che sviluppano ansia quando sono vicini ai cani o coloro che hanno un'opposizione generale al programma non sono tenuti a partecipare.
Sebbene non esista uno standard nazionale per la certificazione o la registrazione degli ESA, molte agenzie online affermano di “registrare” un animale come ESA a pagamento. Si sono verificati innumerevoli episodi di persone che hanno abusato di restrizioni confuse, data la terminologia a volte sovrapposta e la recente comparsa di cani guida ed ESA. Per combattere il problema delle frodi, numerosi stati stanno adottando nuove normative, la maggior parte delle quali sono incentrate sugli animali di servizio.